# بني نزار (الحيمة الداخلية)

تعديل مصدري - تعديل

بني نزار هي إحدى قرى عزلة بني الحذيفي بمديرية الحيمة الداخلية التابعة لمحافظة صنعاء، بلغ تعداد سكانها 128 نسمة حسب تعداد اليمن لعام 2004.